# دیدنیا
دیدنیا (به لاتین: Diddeniya) یک منطقهٔ مسکونی در سری‌لانکا است که در استان شمال غربی، سری‌لانکا واقع شده‌است.